# Rue de Fexhe
La rue de Fexhe est une rue de la ville de Liège (Belgique) située dans les quartiers de Saint-Laurent et Burenville.

## Odonymie
La rue fait référence à la paix de Fexhe, signée le 18 juin 1316 à Fexhe-le-Haut-Clocher.

## Situation et description
La voirie se compose d'une partie basse asphaltée se raccordant à la rue Sainte-Marguerite et longeant l'avenue de Fontainebleau. Cette partie appartenait à la rue du Coq avant que cette dernière ne soit coupée par le percement de l'avenue de Fontainebleau. La partie principale est pavée et rejoint par une montée la rue de Waremme. La rue applique un sens unique de circulation automobile dans le sens de la descente soit de la rue Waremme vers la rue Sainte-Marguerite.

## Architecture
L'immeuble situé au no 5B possède une façade de quatre travées et de trois niveaux (deux étages) érigée en brique cimentée blanche dans le style néo-classique. La façade compte une dizaine de panneaux de céramiques au décor floral.
Au no 9C, se trouve un portail qui donnait accès à la salle de spectacles Fontainebleau.

## Voies adjacentes
- Rue Sainte-Marguerite
- Rue Louis Fraigneux
- Avenue de Fontainebleau
- Rue de Waremme

### Source et bibliographie
- Yannik Delairesse et Michel Elsdorf, Le nouveau livre des rues de Liège, Liège, Noir Dessin Production, 2008, 512 p. (ISBN 978-2-87351-143-2 et 2-87351-143-5, présentation en ligne), page 252